# Танагра-инка
Танагра-инка (лат. Heterospingus xanthopygius) — вид птиц из семейства танагровых. Птицы обитают в субтропических и тропических низменных влажных лесах, на высоте до 1100 метров над уровнем моря. Длина тела 18 см, масса около 39 грамм.
Выделяют два подвида:
- Heterospingus xanthopygius xanthopygius — от восточной Панамы (на востоке Дарьена, включая долину реки Туира, Серро-Пире (исп. Cerro Pirre), Серро-Сапо (исп. Cerro Sapo), долину Хаке (исп. Jaqué), Серранья-де-Хунгуруда (исп. Serranía de Jungurudó)) и восточнее до северной Колумбии (на северном основании западных и центральных Анд и южнее до долины реки Магдалена в Антьокии);
- Heterospingus xanthopygius berliozi — на тихоокеанских берегах Колумбии (от северного Чоко) южнее до западно-центрального Эквадоре (Пичинча и Чимборасо).